# Orzeł australijski
Orzeł australijski (Aquila audax) – gatunek dużego ptaka z rodziny jastrzębiowatych (Accipitridae). Jest największym ptakiem drapieżnym w Australii i najliczniejszym z dużych gatunków orłów.

## Systematyka
Wyróżniono dwa podgatunki A. audax:
- A. audax audax – Australia, południowa Nowa Gwinea.
- A. audax fleayi – Tasmania.

## Morfologia
Wygląd zewnętrzny:  
Ptak ma długie, dosyć szerokie skrzydła, upierzone golenie, staw skokowy i część skoku na nogach oraz ogon i charakterystyczne skrzydła o klinowatym zakończeniu. Ze względu na dużą rozpiętość skrzydeł ten gatunek jest jednym z największych w rzędzie szponiastych. Upierzenie dorosłego orła australijskiego jest głównie ciemnobrązowe lub czarne z czerwonawo-brązowymi plamami na spodniej stronie skrzydeł, łopatkach, karku i poniżej karku.
Rozmiary: 
Długość ciała – od 0,9 do 1,15 m.
Rozpiętość skrzydeł – od 1,8 do 2,5 m.
Masa ciała:
Średnio od 3,2 do 4,2 kg. Czasami nawet 5,5 kg.

## Występowanie
Środowisko:
Zamieszkują prawie wszystkie środowiska, choć skłaniają się raczej do lasów. Otwierają kolonie w południowej i wschodniej Australii.
Zasięg występowania:
Orły australijskie są spotykane w Australii, włączając w to Tasmanię, oraz w południowej części Nowej Gwinei.

## Pożywienie
Zwykle pożywieniem dla orła są króliki i potrącone przez pojazdy owce. Polowanie czasami odbywa się w grupach – wtedy ofiarą orłów mogą paść zwierzęta nawet wielkości kangura rudego.

## Rozród

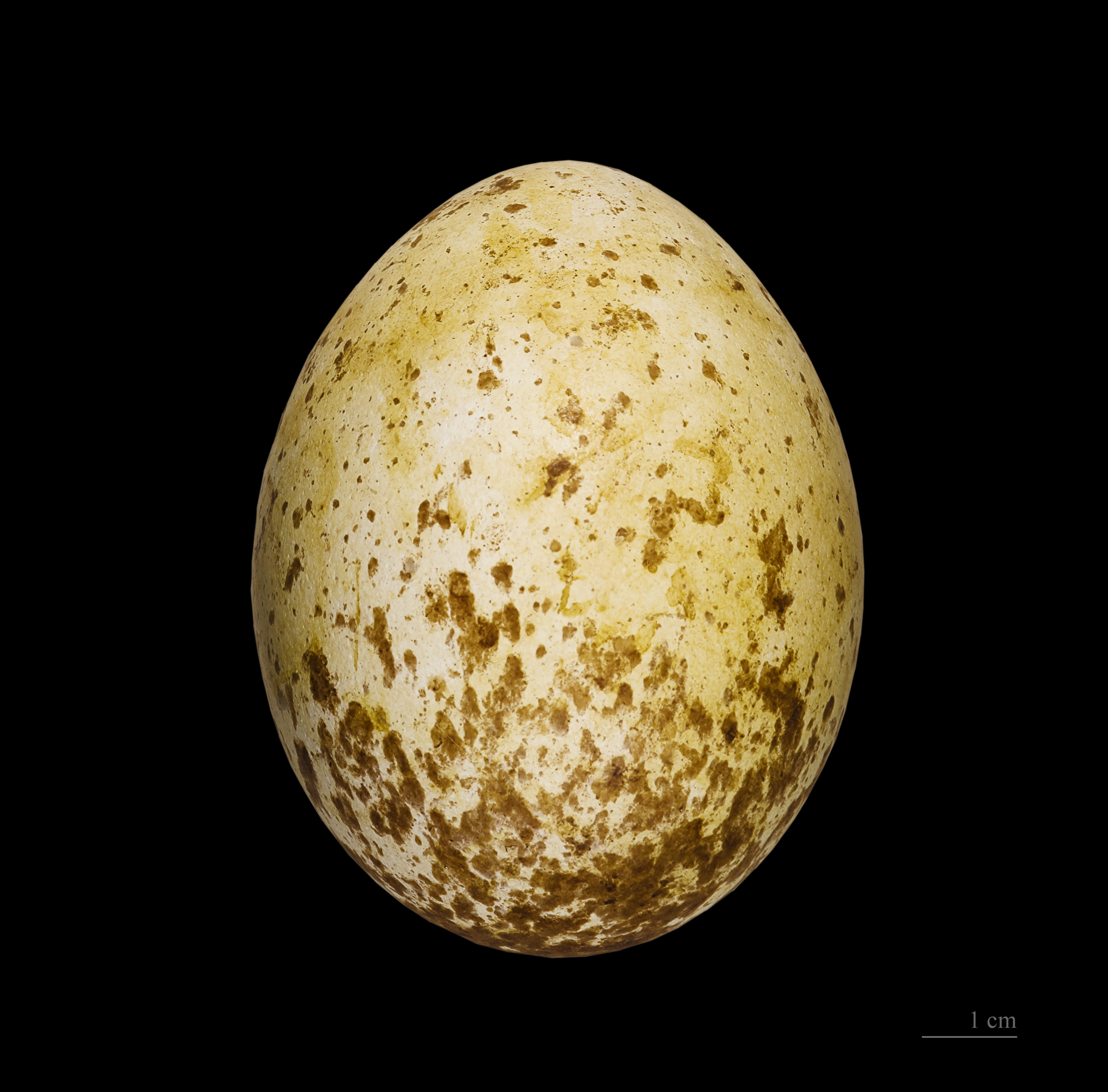
Jajo

W czasie pory lęgowej orły wykonują powietrzne akrobacje. Często toczą również ze sobą walki o terytorium.
Gniazdo: Gniazdo to wielka platforma zbudowana z patyków i wyłożona zielonymi liśćmi, zwykle umieszczona na dużym drzewie (najczęściej eukaliptusie) na wysokości 2–73 m nad ziemią. Gniazda są również budowane na klifach, wśród skał, a nawet na ziemi w miejscach trudno dostępnych dla ludzi. Gniazda są wykorzystywane przez wiele lat, sukcesywnie rozbudowywane. Znane jest gniazdo o średnicy 1,8 metrów, wysokości 3 m i masie ok. 400 kg.
Jaja: 
W zniesieniu 1–4 jaj, zwykle 2.
Wysiadywanie:
Okres wysiadywania trwa 42–44 dni. Wysiadują oboje rodzice, ale głównie samica.
Wychowanie piskląt:
Pisklętami opiekują się oboje rodzice, głównie jednak samica. Młode opuszczają gniazdo po 79–90 dniach od wyklucia. Są jednak nadal zależne od rodziców przez co najmniej 4 miesiące.

## Status
Międzynarodowa Unia Ochrony Przyrody (IUCN) uznaje orła australijskiego za gatunek najmniejszej troski (LC – least concern) nieprzerwanie od 1988 roku. Trend liczebności populacji uznaje się za wzrostowy.